# Ізвозкі
Ізвозкі (рос. Извозки) — присілок Гагарінського району Смоленської області Росії. Входить до складу Пречистенського сільського поселення.
Населення — 5 осіб. 